# Révolte des Bolovens
La Révolte des Bolovens (thaï : กบฏผู้มีบุญ) se déroule entre mars 1901 et janvier 1936 dans le sud du protectorat français du Laos. 
Cette révolte est tout d'abord menée par un homme nommé Ong Keo (en) ou Bac My, sur le plateau des Bolovens. Chef messianique, il parvient à unir les tribus du plateau pour lutter contre la présence française. Les premiers combats sont favorables aux révoltés mais ne permettent pas à Ong Keo de durablement s'implanter sur le plateau. Après une traque menée par le gouverneur Jean-Jacques Dauplay, il est contraint de se soumettre. Interné à Chakam, Ong Keo est assassiné le 14 novembre 1910.
Le mouvement est ensuite dirigé par son bras droit Ong Kommandam (en) jusqu'en 1936. Par manque de ressource pour continuer la révolte, il entre d'abord dans la clandestinité. Ce n'est qu'en 1925 que la lutte armée reprend. Formé aux techniques de guérilla par Ong Keo, il amplifie les embuscades et tient les Français en échec. Trahi par l'un de ses hommes, il est finalement tué par les troupes du commandant Nyo en 1936. 
La révolte devient un symbole de l'opposition contre la colonisation et l'expérience gagnée par les insurgés est réutilisée lors de la guerre d'Indochine.

## Contexte

### La double exploitation desLao Theung

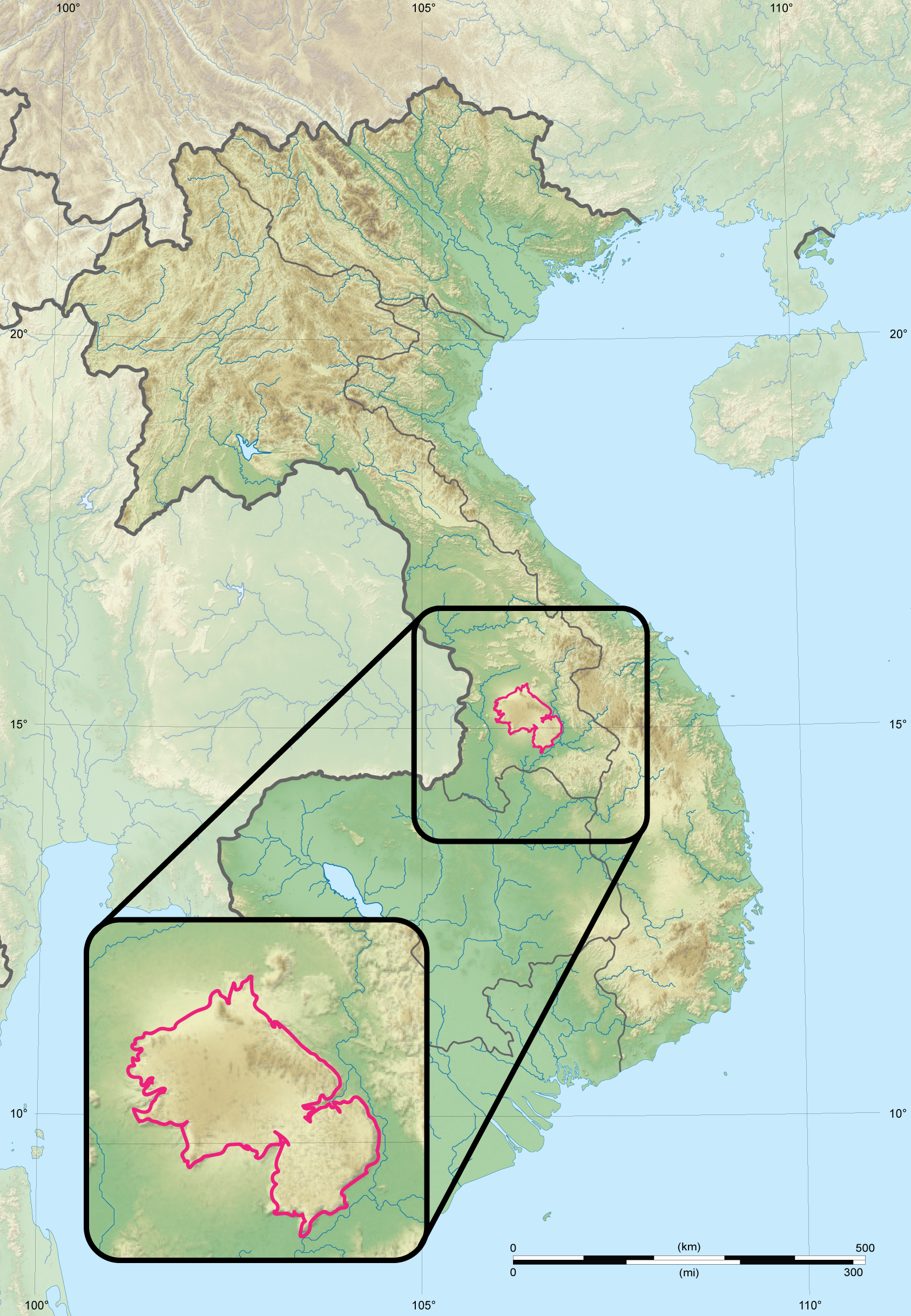
Localisation du plateau des Bolovens en Indochine française.

Le plateau des Bolovens, alors situé au sud du protectorat du Laos, se caractérise par des « terres rouges » issues du basalte échappé des failles volcaniques. Ces contrées sont synonymes de fertilité et de richesse et des rumeurs parlent même de gisements d'or.
Il est peuplé de populations austroasiatiques qui entretiennent depuis la chute du royaume de Lan Xang une forte hostilité envers les habitants thaïs des plaines et subissent leur mépris. Assimilés à des « sauvages », ils ont la réputation de vivre à moitié nus et de croire aux superstitions, aux sorciers et aux « thevada » (guérisseurs). Ils sont surnommés péjorativement « kha » (« esclave »), ce qui reflète leur exploitation traditionnelle par les Thaïs. Les termes Lao Theung (« Laos des collines ») et Lao Soung (en) (« Laos des montagnes ») sont aujourd'hui préférés.
L'arrivée des Français au Laos est mal vécue par les populations montagnardes. En effet, les autorités coloniales ont placé des chefs dans la région pour récolter des impôts et imposer des corvées. Les corvées permettent l'avancement de ce que les Français appellent des « grands travaux ». Le plateau des Bolovens est par exemple relié à la Cochinchine en rendant navigable le Mékong. Le commerce doit ainsi être facilité. Le principal but de ces corvées est de créer un réseau routier qui doit passer à travers l'ensemble du territoire de l'Indochine française.
L'exploitation traditionnelle des Lao Theung est reproduite par les autorités coloniales. Les mandarins (hauts fonctionnaires) organisent les corvées et ne respectent pas le rythme de vie des Lao Theung basé sur la culture du riz. Les rizières sont abandonnées pendant les mois de récolte par manque de moyens. La pratique des corvées est donc dramatique pour la communauté des Lao Theung qui doit subir la famine.
Outre les travaux forcés, les Français irritent les populations montagnardes en plaçant des gouverneurs de district et de province sans tenir compte des ethnies et des différends qui pouvaient pré-exister entre les peuples des plaines (dont sont tirés la plupart  des administrateurs indigènes) et ceux des montagnes, traditionnellement opposés. Les peuples des montagnes se retrouvent à nouveau sous l'autorité des populations venues des plaines, ce qui suscite l'incompréhension et ravive les vieilles querelles. Enfin, les Français sont critiqués pour leurs ingérences dans le commerce avec l'interdiction de l'esclavage dans la région.

### Le difficile contrôle colonial des montagnes
Le protectorat français du Laos est créé en 1893 après la guerre franco-siamoise. Le roi de Siam Chulalongkorn finit par accepter de reconnaître, par le traité du 3 octobre 1893, les droits français sur la rive gauche du Mékong. Les Français s’installent donc et grâce à l'appui des élites locales des plaines, ils arrivent à rapidement à s'implanter. Cependant, la « paix française » n'est qu'apparente. En 1899, le gouverneur signale dans un rapport que le mécontentement se fait de plus en plus sentir parmi la population montagneuse. Le territoire du protectorat n'est toujours pas entièrement maîtrisé et l'administration française peine à se substituer aux autorités des montagnes. Les populations paysannes qui y habitent conservent une forte tradition d'opposition envers toute forme de centralisme. Cette volonté de résister est une des causes qui explique la longévité inhabituelle de cette révolte. 
Le mépris des Français pour ces populations rend difficile toutes les tentatives de conciliation entre les deux camps. L'exploitation des Lao Theung dans le cadre des corvées et la charge des impôts rendent aussi très impopulaires les colonisateurs français. Les peuples vivants dans ces régions, connu sous le nom commun d'Alaks, réagissent au comportement des Français en s'unissant contre les colonisateurs français. Leur connaissance de l'environnement est un avantage face aux colonisateurs qui ne connaissent pas le terrain.

## Déroulement

### Le début du soulèvement
La révolte débute après que le commissaire français Rémy a détruit la pagode de Nong Met, un foyer de contestation, le 15 mars 1901. Les paysans se mobilisent contre les autorités coloniales. Le 12 avril, une patrouille française est prise en embuscade par 1 500 rebelles Kha. Le commissaire Rémy, dépassé par l'assaut, réussi à se réfugier à Saravane. L'embuscade ayant réussi, la nouvelle du soulèvement se répand dans les environs.
Un paysan du plateau nommé Bac My s'impose très vite comme chef de la révolte. Surnommé Ong Keo (en) (« saint qui possède la pierre miraculeuse »), il crée le mouvement « Phou ming boun » (« Maîtres qui ont de la chance ») et s'installe avec ses fidèles sur le mont Phou Tayun, au nord du plateau. Il organise des boun (cérémonies rituelles) où il exhorte ses fidèles à lutter. Le mouvement prenant de l'ampleur, il se proclame lui même « Chao Sadet » (Grand Roi) et diffuse son portrait divinisé dans la région. Cela montre la dimension de plus en plus messianique du mouvement.

### La période Ong Keo (1901 - 1910)
Ong Keo (en) s'entoure de lieutenants comme Ong Man, Ong Thong ou encore Ong Kommandam (en) et transforme les pagodes environnantes en foyers d'agitation. Le bilan en novembre 1901 est le suivant : dix-huit gardes principaux ont été tués et un tiers de la population locale a fui. Le 28 mars 1902, les troupes d'Ong Man attaquent Khemmaratau dans le Siam. Ils exécutent deux fonctionnaires, enlèvent le gouverneur local et pillent la ville. Face à cet assaut, le commissaire siamois Sanphasitthiprasong envoie 400 soldats à Surin, Srisaket, Yasothon et Ubon pour sécuriser la région. Le 3 avril 1902, les troupes siamoises réussissent à prendre en embuscade une colonne rebelle près d'Ubon. L'attaque est un succès puisque près de 300 rebelles sont tués et 400 sont capturés. L'expansion de la révolte dans le Siam est définitivement stoppée.
Cependant dans le protectorat français du Laos les combats continuent. Jean-Jacques Dauplay (successeur de Rémy à Saravane) fait appel à des renforts prélevés sur les effectifs de la Garde indigène de l'Annam et du Tonkin pour tenter d'arrêter Ong Keo. En 1903, la partie occidentale du plateau est reprise. Ong Keo, face à la progression française, lance une série d'attaques sur le plateau en liaison avec ses deux principaux lieutenants : Ong Thong dans le Phou Katé et Ong Kommandam à Thung Vaï. Ces attaques sont indécises et les rebelles, en proie à une importante famine, sont contraints de reculer.
En octobre 1907, après avoir appris la mort d'Ong Thong, Ong Keo (en) se soumet aux autorités françaises. Il est placé en résidence surveillée à Chakam par le gouverneur Dauplay, qui lui demande alors de convaincre Ong Kommandam de cesser tous les combats. Malgré sa détention, Ong Keo (en) continue pendant trois ans à encourager la lutte. Il est vu comme le « sadet » (roi) de Chakam et continue d'organiser ses boun. Le gouverneur Dauplay se rend alors compte du danger que représente ce dangereux captif et décide de mettre en place son assassinat.
Le 14 novembre 1910, Dauplay demande une entrevue à Ong Keo. Profitant d'une tradition locale qui consiste à ne pas toucher la tête de son hôte, il dissimule un pistolet sous son casque colonial ; ce qui permet de l'abattre. Le 17 novembre, un télégramme français fait état de la mort d'Ong Keo. Cette version officielle de la mort du chef rebelle est présentée différemment, puisqu'il est précisé que le 11 novembre, il est arrêté ; qu'une mutinerie éclate le lendemain et qu'il tente de fuir. C'est à ce moment qu'il aurait été mortellement touché par les tirs. Dauplay tente le même stratagème pour éliminer Ong Kommandam, mais celui-ci parvient à s'échapper malgré avoir été touché par deux balles de pistolet.

### Le temps de l'exil (1910 - 1925)
Après la mort de Ong Keo (en), son principal lieutenant Ong Kommandam (en) est désigné comme successeur. La situation est difficile et faute de ressources et d'armes, il doit prendre la fuite.
Il trouve refuge dans le Phou Louan, entre Thung Vaï et la rive gauche du Sékong et s'y cache pendant quinze ans. Ne pouvant pas reprendre la lutte ouverte, il tombe dans l'anonymat. Cette période est assez peu documentée, mais on sait cependant qu'Ong Kommandam ne reste  pas inactif. Il étend notamment ses relations avec les tribus Lao Theung. Il les appelle à ne pas se soumettre  et à ne plus payer l’impôt, malgré la défaite.
Ce n'est qu'à travers des tracs diffusés dans la région en 1925 que l'administration française prend conscience du danger que représente Ong Kommandam. Le mot d'ordre du chef rebelle est : « dans deux ans il n'y aura plus de Français » ; propos qui montrent que la menace demeure et qu'elle est plus belliqueuse que jamais.

### La reprise de la lutte armée par Ong Kommandam (1925 - 1936)
Sous son commandement, le mouvement prend une dimension proto-nationaliste. Ong Kommandam (en) fait passer l'idée qu'après avoir été chassé vers les montagnes par les Français, les habitants des plaines ont l'intention d'exterminer les Lao Theung avec l'aide des colonisateurs. Un rapport du commissaire de la sûreté Bollen indique que Kommandam est surnommé le « génie qui voit tout ce qui se passe à de très longues distances » (chau pha olahat ta) et qu'il est « chargé par le Ciel de créer le royaume Kha ». Ong Kommandam cherche donc également à réactiver l'élan messianique d'Ong Keo.
Ong Kommandam crée une histoire commune pour les habitants des hautes terres du Sud du Laos ; une histoire susceptible de réunir les tribus au sein d'une identité commune, les Alak. Le nouveau chef du mouvement imagine, pour les peuples qu'il a réuni sous sa bannière, un passé prestigieux et glorieux venant de l'ancien Empire Khmer et de l'ancien royaume Lan Xang.
Ce chef rebelle amplifie les alliances entre les tribus montagnardes malgré les anciennes querelles. Il transforme le refus de s'engager dans l'armée, de faire des corvées et de payer des impôts en un acte patriotique. Il crée aussi des écoles et une langue commune pour les montagnards afin de pouvoir se coordonner sur le plan militaire. Il invente enfin le Khom script (en) : un langage codé pour permettre de faciliter l'organisation des rebelles lors des embuscades.
Pour s'opposer aux actions de Ong Kommandam, le gouverneur général René Robin, chargé des opérations de répression, donne les pleins pouvoirs au commandant Nyo afin qu'il stoppe définitivement l'insurrection. Pour ce faire, il dispose de plusieurs régiments de tirailleurs Sedangs, Khmers et Djaraïs. En juin 1936, faute d'avoir pu tuer Ong Kommandam, Nyo décide de poursuivre les recherches malgré la saison des pluies. Le 23 septembre, un partisan rebelle dévoile par trahison l'emplacement d'Ong Kommandam. Encerclé par les Français, il est tué et ses fils sont internés, notamment son fils Sithon, futur chef indépendantiste. 
La mort du leader Ong Kommandam met définitivement un terme à la lutte armée.

## Bilan

### Des modes de lutte précurseurs
Pour combattre les « envahisseurs » étrangers, les Lao Theung ont mis en place une véritable stratégie de guérilla moderne. Cette stratégie repose sur l'utilisation massive du harcèlement, des embuscades et des pièges. Bien que les rebelles disposent d'un équipement obsolète (arbalètes, carabines Winchester, mousquets), ils parviennent à maintenir une forte pression sur les troupes françaises. Ils se distinguent aussi par leur remarquable connaissance et utilisation du terrain. Par exemple, ils peuvent échapper rapidement  à leurs adversaires en utilisant à leur avantage le fleuve Sekong (en) en pleine crue (stratégie reprise par Ho Chi Minh). 
Cette expérience acquise en trente ans de conflits (1901-1936) ne reste pas vaine. En effet, elle est exploitée quelques années plus tard, lors de la guerre d'Indochine.

### Des martyrs du colonialisme?
Cette révolte, surprenante par sa durée et son intensité, devient un des symboles du combat contre la colonisation. Méprisés et considérés comme des « gueux », les Lao Theung se transforment en quelques années en de redoutables combattants, en « Khabots » (résistants). Ce n'est qu'en 1936, grâce à une armée moderne et à la mise en place d'opérations de grande ampleur que l'armée française parvient à vaincre la révolte. Ong Kommandam, dernier chef de l’insurrection, ne verra jamais se concrétiser son projet d'unification et d'indépendance. Cependant, son fils Sithon Kommandam continue la lutte notamment pendant la guerre d'Indochine. Ong Kommandam est actuellement reconnu comme une figure de l'indépendance et de la lutte contre le colonialisme pour les populations laotiennes. Il est à ce titre considéré comme un héros national.

#### Monographies
- François Moppert, Mouvement de résistance au pouvoir colonial français de la minorité protoindochinoise du plateau des Bolovens dans le Sud Laos : 1901-1936 (thèse de doctorat en Histoire), Paris, Paris 7, 1978.

- (en) Geoffrey C. Gunn, Rebellion in Laos : Peasant and Politics in a colonial backwater, Bangkok, White Lotus Press, 2003.

#### Articles et chapitres
- François Moppert, « La révolte des Bolovens (1901-1936) », dans Pierre Brocheux (dir.), Histoire de l'Asie du Sud-Est: Révoltes, Réformes, Révolutions, Lille, Presses universitaires de Lille, 1981, p. 47-63.

- Alain et Bernard, « La résistance à la réforme administrative du roi Chulalongkorn. La révolte des "Saints" », sur Grande(s) et petites histoires de la Thaïlande, 26 juin 2014.

- (en) John B. Murdoch, « THE  1901–1902 "HOLY MAN'S" REBELLION », Journal of the Siam Society, 1971